# Colin Graham
Colin Graham (Hove, 22 settembre 1931 – Saint Louis, 6 aprile 2007) fu un impresario e direttore artistico anglo-statunitense, attivo in teatro e televisione.

## Biografia
Graham studiò alla Northaw School (Hertfordshire), alla Stowe School e alla RADA. All'inizio della sua carriera iniziò una lunga collaborazione con Benjamin Britten, per il quale diresse tutte le opere teatrali, tranne una, comprese tutte le prime mondiali dopo il 1954. Nel 1953 si associò all'English Opera Group. Negli anni '50 lavorò anche per la Royal Opera House, Covent Garden a Londra e successivamente al Glyndebourne e all'English National Opera negli anni '70. Tra la fine degli anni '50 e l'inizio degli anni '60, Graham fu associato a diverse registrazioni di opere di Gilbert e Sullivan dirette da Sir Malcolm Sargent con il coro del Festival di Glyndebourne e con i direttori principali, tra i quali George Baker. Migliorò queste registrazioni con una manovra per gli artisti che rende le registrazioni più simili a un'esibizione dal vivo.
Graham fece il suo debutto americano come regista teatrale alla Santa Fe Opera nel 1974 con la sua messa in scena di Owen Wingrave di Britten. In seguito Graham divenne Direttore delle Produzioni per l'Opera Theatre of Saint Louis (OTSL) nel 1978, fino al 1985, quando divenne Direttore Artistico di OTSL. Mantenne questa posizione fino alla sua morte.
Graham diresse le prime mondiali dell'opera di John Corigliano, The Ghosts of Versailles, per il Metropolitan Opera; The Dangerous Liaisons e Un tram che si chiama Desiderio di André Previn per la San Francisco Opera; The Song of Majnun per la Lyric Opera of Chicago e una serie di tre opere di Miki Minoru. Inoltre diresse produzioni per la Santa Fe Opera, in particolare Madame Mao di Bright Sheng nel 2003, continuando la sua collaborazione con il direttore generale Richard Gaddes, iniziata durante il mandato di quest'ultimo all'OTSL. Complessivamente, ha diretto 55 anteprime mondiali di opere.

## Librettista
Graham ha anche scritto libretti per diverse opere, tra cui:
- Benjamin Britten, The Golden Vanity
- Richard Rodney Bennett, Penny for a Song[7]
- Stephen Paulus, The Postman Always Rings Twice, 1982[8]
- Minoru Miki, Jōruri
- Minoru Miki, The Tale of Genji, 1999
- Bright Sheng, Madame Mao, 2003
- David Carlson, Anna Karenina, 2007

## La svolta religiosa
Negli Stati Uniti Graham studiò teologia e diventò ministro nel 1987; alla fine prese la cittadinanza statunitense. Ha ricevuto l'Ordine dell'Impero Britannico nel 2002. Al momento della sua morte Graham stava lavorando alla prima produzione di Anna Karenina per il Florida Grand Opera e OTSL. Non ha lasciato eredi.